# 670 Ottegebe
A 670 Ottegebe egy a Naprendszer kisbolygói közül, amit August Kopff fedezett fel 1908. augusztus 20-án.